# Христофор (Кісі)
Христофор Кіссі (алб. Kryepeshkopi Kristofor, в миру Сотір Кісі, алб. Sotir Kissi; перша пол. 1880-х, Берат, вілайєт Яніна, Османська імперія — 17 червня 1958, Албанія) — єпископ Албанської православної церкви, архієпископ Тірани і всієї Албанії. 

## Біографія
Народився в першій половині 1880-х років (називаються дати з 1881 по 1885) поблизу Беліграда Арнаутського в Янінському вілайєті Османської імперії (нині Берат, Албанія), за національністю албанець. 
У 1908 році закінчив Богословську школу на острові Халкі. Після випуску був призначений викладачем у гімназію Йована Бангі в Корчі. 
Перед Балканськими війнами повернувся в Константинополь. За деякими даними, в 1911 році був призначений проповідником в церкві Святої Марії в районі Бейоглу.  Служив священником у клірі Константинопольської православної церкви. 
У 1916 році прийняв чернецтво і 2 листопада 1917 року був висвячений на єпископа Синадського, вікарія Деркської митрополії. 
У серпні 1923 був посланий в Албанію для подолання негараздів у церковному житті й незабаром тимчасово прийняв управління Бератською єпархією відокремленої Албанської православної церкви. 
На прохання Албанської Тимчасової вищої верховної церковної ради спільно з єпископом Мелітопольським Ієрофеєм Яхтопулосом 21 листопада 1923 року в соборі в ім'я великомученика Георгія в Корчі хіротонізував архімандрита Феофана Нолі в єпископа Дурреського з возведенням у сан митрополита. 
У 1926 році брав участь в сорокаденних переговорах між представниками Константинопольського патріархату і Албанської православної церкви, що мали на меті врегулювати канонічне становище Албанської Церкви, в результаті яких було складено «Проект угоди», за яким Албанська православна церква ставала автономною церквою у складі Константинопольського Патріархату. 
Албанські церковні діячі, однак, не вважали справу завершеною і прагнули до повної самостійності, яку оголосили, за підтримки світської влади, у 1929 році. Аби не брати участі в цьому процесі, єпископ Христофор пішов у монастир. Незабаром невизнання іншими православними помісними Церквами самопроголошеної автокефалії, посилена римо-католицька пропаганда і недоброзичливе ставлення до Православ'я уряду Ахмета Зогу поставили Албанську Церкву у важкі умови. Були відновлені переговори з Константинополем, за умовами яких архієпископ Віссаріон Джувані у травні 1936 року пішов з поста предстоятеля Албанської Церкви, а у квітні 1937 року албанську церковну делегацію в Константинополі очолив єпископ Христофор. Після переговорів 12 квітня того ж року патріарх Константинопольський Веніамін I Синодальним томосом дарував Албанській Церкві автокефалію.  Єпископ Синадський Христофор ставав її предстоятелем з титулом архієпископа Тиранського і всієї Албанії. 
Керував Албанською Церквою в період її передвоєнного становлення і поширення на частину канонічної території Сербської церкви в ході Другої світової війни. У 1942 році, незважаючи на тиск італійців, відмовився впровадити в структуру Албанської Православної Церкви уніатських єпископів. Головував на Соборі Албанської православної церкви в кінці травня 1943 року в Тирані. 
Після включення Албанії в радянську сферу впливу за підсумками війни, кілька років залишався єдиним в країні православним архієреєм старого поставлення, що перебував на волі. Незабаром після того як богоборницька влада знайшла можливість замінити його, у 1948 році був заарештований. 25 серпня 1949 Священний синод Албанської православної церкви, на вимогу світської влади, звільнив архієпископа Христофора на спокій. 
Будучи ізольованим, проживав у храмі святого Прокопія до смерті, що настала за підозрілих обставин 17 червня 1958 року. 